# Шимонаев, Алексей Иванович
Шимонаев Алексей Иванович (17 марта 1896 года, деревня Баженово Касимовского уезда Рязанской губернии — 22 ноября 1959 года, Москва — советский военный деятель, педагог, генерал-лейтенант, начальник управления устройства оперативного тыла Генерального штаба Красной Армии в годы Великой Отечественной войны. Упоминается в мемуарах маршала Г. К. Жукова, генерал-полковника М. Н. Терещенко, генерала армии С. М. Штеменко.

## Биография
Родился в 1896 году в деревне Баженово (Божиново) Касимовского уезда Рязанской губернии Российской империи.
Отец — Шимонаев Иван Михайлович, рабочий Сынтульского металлургического завода. Мать — Шимонаева Марья Павловна.
Перед Первой мировой войной работал в пожарном столе Рязанского губернского общества взаимного от огня страхования. В 1914 году после начала войны принят в армию «охотником» (добровольцем), попал в 4-ю Московскую школу прапорщиков. Служил в 79-м пехотном запасном полку, 51-м Сибирском стрелковом полку, 672-й пешей Нижегородской дружине государственного ополчения. В декабре 1916 года получил чин подпоручика. Избирался солдатскими комитетами взводным, ротным и батальонным командиром. Дважды контужен. К концу войны в чине поручика был заведующим хозяйственной частью в Рязанском караульном гарнизоне.
В 1918—1920 годах принимал участие в Гражданской войне в частях Красной армии на Южном фронте. Служил начальником оперативного и топографического отделов штаба 9-й армии, начальником штаба 6-й бригады РККА. Член КПСС с ноября 1919 года. После окончания Гражданской войны — помощник командира батальона, а впоследствии — командир 48-го отдельного стрелкового батальона войск ВОХР.
В 1924-1925 годах являлся военкором всесоюзной газеты "Красная звезда" в Нижнем Новгороде. C 1926 года в Москве. Трудился начальником военного отдела газеты «Труд» и учился в военной академии РККА..
В 1936 году попал список из 135 офицеров первого набора Академии Генерального штаба РККА. В 1938 году выпустился из Академии, но остался в ней в качестве помощника начальника кафедры оперативного искусства. В 1939 году был командирован на советско-финскую войну. В 1939—1940 годах — заместитель начальника штаба по тылу Северо-Западного фронта РККА.
C 1940 года — заместитель начальника управления устройства тыла и снабжения Генерального штаба РККА, к началу Великой Отечественной войны — начальник управления устройства оперативного тыла Генерального штаба РККА.
Возглавлял Управление вооружения и снабжения с августа 1941 года по март 1945 года.
14 февраля 1943 года подписал распоряжение начальникам трофейных отделов с требованием «при зарытии трупов вражеских солдат и офицеров снимать с них все годное обмундирование до белья включительно (собаку закапывать по-собачьи)».
Весной 1944 года входил в состав комиссии Государственного комитета обороны, по результатам работы которой Западный фронт был реорганизован, а командующий фронтом В. Д. Соколовский снят с должности.
C 1945 года — заместитель начальника Штаба тыла Вооруженных сил СССР. С 1948 года — начальник кафедры тыла Военной Академии им. Фрунзе, позднее — доцент кафедры оперативного искусства той же Академии.
Умер 22 ноября 1959 года в Москве. Похоронен на Новодевичьем кладбище (8 участок, 1 ряд).

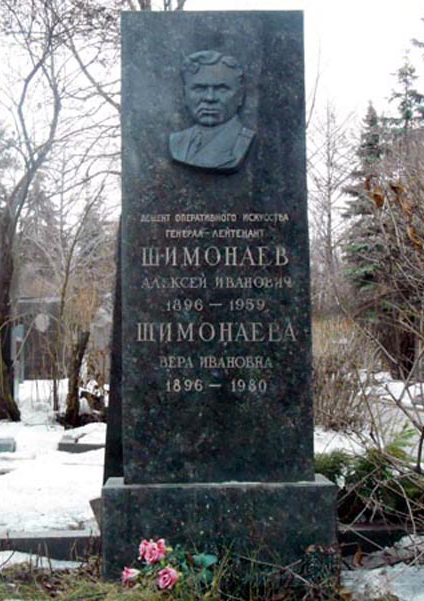
Могила А. И. Шимонаева и его жены на Новодевичьем кладбище

## Высшие воинские звания
- Комбриг (16.08.1938)
- Комдив (21.03.1940)
- Генерал-майор (04.06.1940)
- Генерал-лейтенант (21.05.1942)[18]

## Награды
- Медаль XX лет Рабоче-Крестьянской Красной Армии (1938)
- Орден Красного знамени (1940) за образцовое выполнение боевых заданий командования на фронте борьбы с финской белогвардейщиной и проявленную при этом доблесть и мужество[19]
- Орден Ленина (1942) за успешное выполнение заданий правительства в области оперативной и организационной работы Красной Армии[20]
- Орден Отечественной войны первой степени (1943) за успешное выполнение заданий правительства в области оперативной и организационной работы Красной Армии[21]
- Орден Кутузова второй степени (1944) за успешное выполнение заданий Верховного Главнокомандования[22]
- Орден Кутузова первой степени (1944) за образцовое выполнение боевых заданий командования на фронте борьбы с немецкими захватчиками[23]
- Медаль За оборону Москвы (1944)[24]
- Орден Красного знамени (1944) за долголетнюю безупречную службу в Красной Армии[25]
- Орден Ленина (1945)
- Медаль За победу над Германией в Великой Отечественной войне 1941—1945 гг. (1945)
- Медаль За победу над Японией (1945)
- Медаль 30 лет Советской Армии и Флота (1948)
- Медаль 40 лет Вооружённых Сил СССР (1958)[26]

## Семья
Жена Шимонаева (Шилина) Вера Ивановна (1896—1980) также родилась в деревне Баженово Касимовского уезда Рязанской губернии. Похоронена рядом с мужем на Новодевичьем кладбище в Москве. В семье было два сына — Игорь и Олег, а также дочь Анна (по мужу — Крохина). Ещё одна дочь умерла в младенчестве. Кроме того, у Алексея Ивановича было две сестры. Вера Ивановна, Анна, а также супруга Игоря Екатерина Николаевна в 1941 году находились в эвакуации в городе Чебаркуль Челябинской области.

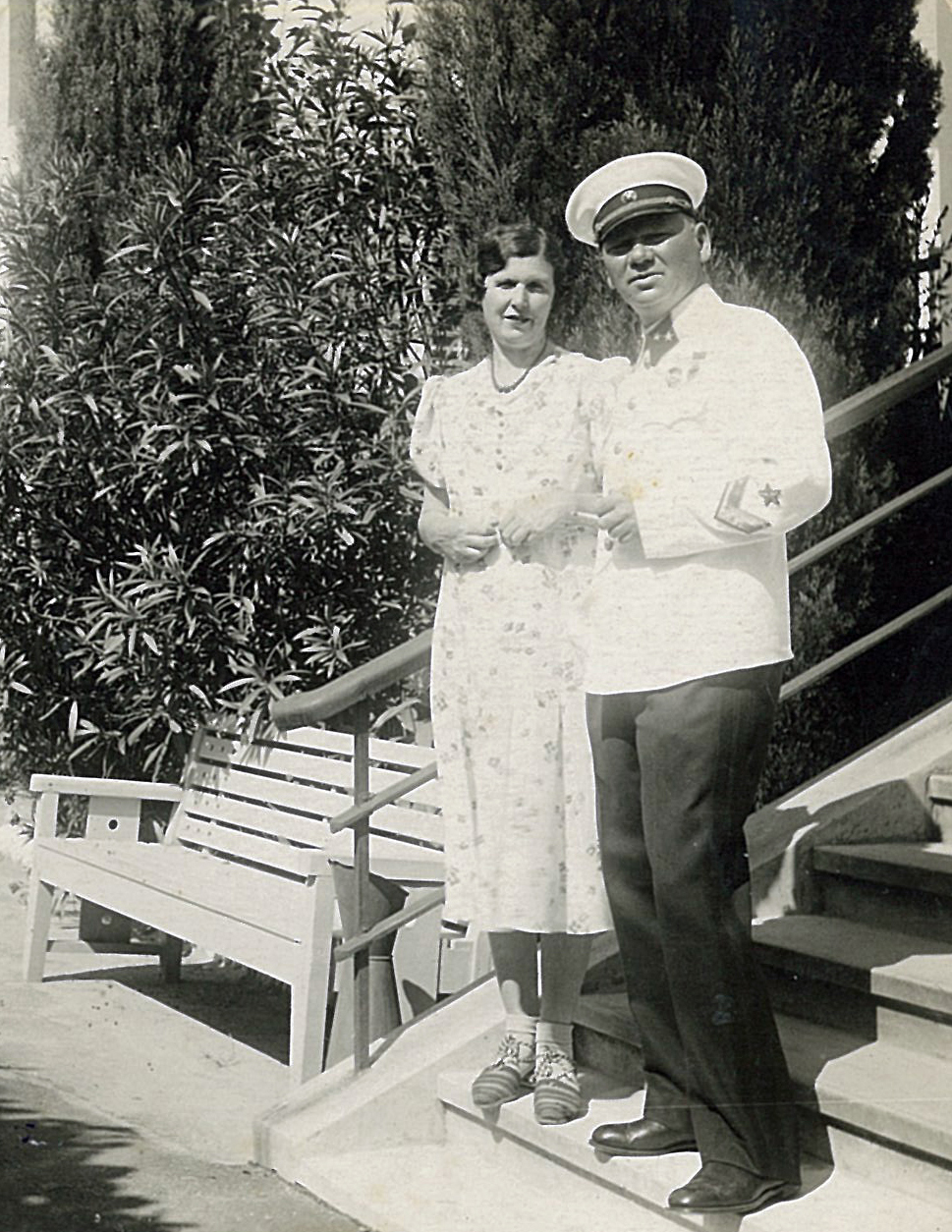
А. И. Шимонаев с женой на отдыхе в Сочи 24 сентября 1940 года

Старший сын Шимонаев Игорь Алексеевич (1920—1987) окончил в 1941 году Черниговское военно-инженерное училище. В звании лейтенанта командовал взводом 14 отдельного саперного эскадрона 21-й горно-кавалерийской дивизии. На фронте — с 22 июля 1941 года. 13 августа 1941 года в Могилевской области попал в немецкий плен. Содержался в различных военных лагерях на территории Германии и Польши. Освобожден союзными войсками весной 1945 года. Демобилизован 13 ноября 1945 года. После войны жил в Москве и работал мастером цветной печати в журнале «Советский Союз». В 1958 году награждён орденом Красной Звезды. В 1979 году получил звание заслуженного работника культуры РСФСР. В 1985 году награждён орденом Отечественной войны второй степени.
Младший сын Шимонаев Олег Алексеевич (1923) во время Великой Отечественной войны был слушателем Военно-воздушной инженерной академии им. Жуковского. В 1943-м году написал письмо Сталину о необходимости изменений в Уставе Красной армии, улучшении поведения офицеров и запрете распития спиртных напитков на службе
. Участник ВОВ, кавалер ордена Красной Звезды. В 1951 году окончил Военно-воздушную академию в Монино по кафедре тыла в звании капитана. По состоянию на 21 января 1967 года — военный пенсионер в звании майора запаса.

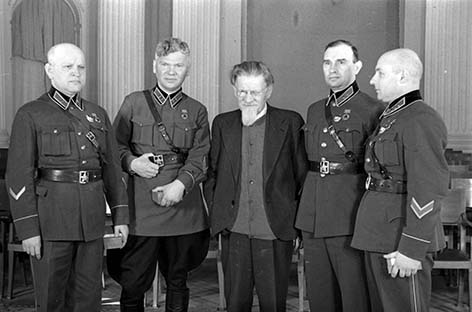
Председатель Президиума Верховного Совета СССР М. И. Калинин (в центре) среди офицеров, награжденных медалью «XX лет РККА» (слева направо): комдив З. Я. Рудаков, комдив А. И. Шимонаев, М. И. Калинин, комдив Н. В. Корнеев, полковник В. Я. Семенов. Апрель 1940 года.

## Документы и публикации
- Шимонаев А. Тыл конницы в условиях прорыва. // Журнал «Красная конница», 1934, № 5 — Стр. 6-7.
- Шимонаев А. Китайский народ в борьбе за национальную независимость. // Журнал «Спутник агитатора», 1939
- Шимонаев, А. От 1-й ко 2-й империалистической войне. Неопубликованная статья для журнала «Октябрь» (1939 год). — РГАЛИ, ф. 619 оп. 1 ед. хр. 1853.
- Шимонаев А. Севастопольский рассказ (рецензия на сценарий М. Ю. Левидова) // Газета «Кино», 20 июня 1941 года.
- Шимонаев А. И. Информационный сборник. — М, 1948. — № 4 (11).
- Русский архив. Терра. Генеральный штаб в годы ВОВ: документы и материалы, 1941 год. — М, 1998. — Том 23 (12-1).